# Conorochite
Conorochite je rijeka u Venezueli. Pritoka je rijeke Rio Negro i pripada porječju rijeke Amazone.